# Capo Hafun
Capo Hafun (in somalo Raas Xaafuun; in arabo رأس حـافـون‎?) è un promontorio della Somalia settentrionale ed è il punto più orientale del continente africano.
Il promontorio roccioso, di 180 metri di altezza, è posto a 150 km a sud del capo Guardafui. È collegato alla costa somala da un istmo sabbioso che forma due baie a nord ed a sud. L'istmo ha circa 20 km di lunghezza e 1-2 di larghezza.
Sulla costa meridionale dell'istmo sorge il porto di Hafun, il centro abitato più ad oriente dell'Africa.
Si ritiene che in prossimità del capo Hafun fosse localizzato l'antico centro commerciale di Opone menzionato nel Periplus Maris Erythraei scritto da un mercante nel I secolo dell'era cristiana. Tale tesi è suffragata da ritrovamenti di vasellame egizio, romano e dell'area del Golfo Persico ritrovato sul posto da una spedizione archeologica dell'Università del Michigan.
L'istmo sabbioso è stato danneggiato dallo tsunami del 26 dicembre 2004.